# Calycobolus parviflorus
Calycobolus parviflorus är en vindeväxtart som först beskrevs av Mangenot, och fick sitt nu gällande namn av Hermann Heino Heine. Calycobolus parviflorus ingår i släktet Calycobolus och familjen vindeväxter. Inga underarter finns listade i Catalogue of Life.